# Königliche Hochzeit (1951)
Königliche Hochzeit (Original: Royal Wedding) ist ein US-amerikanisches Filmmusical von Stanley Donen mit Fred Astaire und Jane Powell aus dem Jahr 1951. Die Musik stammt von Burton Lane, die Texte zu den Songs schrieb Alan Jay Lerner.

## Handlung
Das Geschwisterpaar Tom und Ellen Bowen tritt erfolgreich am Broadway in der Show Every Night at Seven auf. Durch ihre Agenten, das britisch-amerikanische Zwillingspaar Irving und Edgar Klinger, kommen sie zu einem Engagement in London. Hier finden die Vorbereitungen zu der Vermählung von Königin Elisabeth II. und Prinz Philip statt. Obwohl beide Bowens von der Ehe nicht viel halten, werden sie dennoch in Liebesabenteuer verwickelt: Ellen, die sich in Amerika immer viele Verehrer gehalten hat, verliebt sich schon auf der Überfahrt nach London in den aus verarmtem Adel stammenden Playboy Lord John Brindale; Tom begegnet in London bei den Vorbereitungen zur Show der Tänzerin Anne Ashmond, die ihm sofort gefällt.
Tom führt Anne abends aus und hilft ihr dabei, dass ihre seit Jahren im Streit liegenden Eltern sich wieder miteinander versöhnen. Er muss allerdings betrübt erfahren, dass Anne bereits mit einem Verkäufer aus Chicago verlobt ist. Tom kann durch eine Recherche seiner Agenten herausfinden, dass Annes Verlobter bereits verheiratet ist, wodurch sie nun frei für ihn wäre. Plötzlich schreckt Tom allerdings vor einer Ehe zurück, ebenso wie seine Schwester, die sich in John verliebt hat und ihn auch heiraten könnte. Das Geschwisterpaar versichert sich gegenseitig, dass durch Hochzeiten die gemeinsame Karriere vorbei wäre und sie deshalb nie heiraten könnten. Von der königlichen Hochzeit werden Tom und Ellen allerdings so beeindruckt, dass sie schließlich doch noch am selben Tag Anne und John heiraten.

## Hintergrund
Astaire und Powell spielen hier ein singendes und tanzendes Geschwisterpaar, welches der realen Beziehung zwischen Fred und seiner Schwester Adele Astaire nachempfunden ist. Jane Powell verliebt sich in den englischen Aristokraten Lawford, was wiederum auf Adele Astaire und ihre Romanze sowie spätere Heirat mit dem britischen Aristokraten Lord Charles Cavendish, dem Sohn des Duke of Devonshire, anspielt.
Jane Powell war eigentlich eine Verlegenheitslösung für die Rolle der Ellen. Ursprünglich wurde Ginger Rogers für die Rolle ausgesucht, die aber ablehnte. Danach wurde June Allyson die Rolle angeboten, die aber schwanger wurde. Anschließend war Judy Garland als Ellen vorgesehen, musste aber aus persönlichen Gründen absagen. Schlussendlich bekam Jane Powell die Rolle.

## Gesang- und Tanznummern
Der Choreograph Nick Castle arbeitete mit Astaire an einigen der Tanznummern. Im Gegensatz zu den wenig erfolgreichen Songs enthält der Film einige von Astaires bedeutendsten Tanznummern. Zwei seiner Solo-Auftritte, bei denen er sich selbst und Kollegen parodiert, gehören zu seinen bekanntesten Tanzauftritten im Film.
- Ev’ry Night at Seven:
Hier tanzt ein müder Astaire, der vorgibt ein gelangweilter König zu sein, gemeinsam mit einer umso lebenslustigeren Powell.
- Sunday Jumps:
Das Solo findet in einem Gymnastikraum auf einem Schiff statt, wo Astaire auf seine Partnerin wartet, um zu proben, die aber nicht erscheint. Diese Szene nimmt Bezug auf Adele Astaires Verhältnis zu den obsessiven Proben ihres Bruders, worauf ursprünglich auch im Songtext (der allerdings in dieser Form nicht Verwendung fand) eingegangen wurde. Laut Astaire stammt die Idee zu dieser Nummer, wo Astaire u. a. mit einem Kleiderständer tanzt, von dem Choreographen Hermes Pan. Dieser Teil wurde oft auch falsch als „hat-rack-dance“ („Hutständer-Tanz“) bezeichnet. Später parodiert er hier Gene Kelly, indem er eine Bodybuilder-Episode einbaut, in der Astaire einige Keulen zur Seite kickt. Diese Szene spielt auf Kellys Tanznummer mit The Nicholas Brothers in dem Film Der Pirat  an.
Teile aus dieser Nummer wurden in anderen Filmen zitiert:
  - von Mel Gibson in der Filmkomödie What Women Want (dt. Titel Was Frauen wollen)
  - von David Byrne in dem Talking-Heads-Konzertfilm Stop Making Sense
- Open Your Eyes:
Dieser beschwingte Walzer wird von Powell am Beginn einer Tanznummer gesungen, die im Ballsaal des Transatlantik-Schiffes stattfindet. Als starker Sturm aufkommt, wird aus der zunächst noch schönen und fast als klassisch zu bezeichnenden Standard-Tanznummer eine Slapstick-Szene, indem das Paar jeweils von der Schlagseite des Schiffes beeinflusst wird. Diese Szene beruht auf einem realen Erlebnis von Fred und Adele Astaire, als sie 1923 auf einem Schiff nach London fuhren.
- The Happiest Days of My Life:
Powell singt diese Ballade für Peter Lawford, während Astaire am Klavier sitzt.
- How Could You Believe Me when I Said I Love You when You Know I’ve Been a Liar All My Life:
ist der Song mit dem längsten Titel, der je in einer MGM-Produktion verwendet wurde. Zum ersten Mal in seiner Karriere verzichtet Astaire hier auf sein elegantes Auftreten und inszeniert mit Powell eine etwas lockerere, komisch-vulgäre Nummer in Vaudeville-Manier. Der Song erinnert an A Couple of Swells, einer Nummer mit Judy Garland aus Easter Parade (dt. Titel Osterspaziergang). Mit dem Strohhut parodiert Astaire hier Gene Kelly. Weiter sehen wir im Stepptanz zahlreiche Stomps sowie nach außen gewendete Füße. Zudem tanzt Astaire durchgehend mit leicht gebeugten Knien. Diese Art des Tanzes geht auf George M. Cohan zurück und wurde zu einem stilistischen Markenzeichen von Gene Kelly.
- Too Late Now:
Powell singt ihre dritte Ballade, nun in einer offenen Liebeserklärung an Lawford.
- You’re All the World to Me:
ist eine von Astaires bekanntesten Solo-Nummern. Astaire tanzt die Wände hinauf sowie auch am Plafond. Die Idee dazu kam ihm bereits viele Jahre vorher und wurde von ihm zum ersten Mal in einer MGM-Publikation „Lion’s Roar“ aus dem Jahr 1945 erwähnt. Die Nummer wurde gefilmt, indem die Kamera und der Kameramann fest in einem rotierenden Käfig saßen, welcher aussieht wie ein Raum (rotiert der Raum samt der auf den Raum fest fixierten Kamera, ändert sich die Schwerkraft nur für den darin agierenden Tänzer und so entsteht der Eindruck des „die Wände Hochgehens“). Dieselbe Technik wurde später auch verwendet um ein schwereloses Umfeld in Stanley Kubricks 2001: A Space Odyssey (dt. Titel 2001: Odyssee im Weltraum) zu simulieren.
- I Left My Hat in Haiti:
Dieser Song stammt von Nick Castle und vereint Powell, Astaire und einen Chorus mit einem Lateinamerikanischen Thema.

## Synchronisation
Heute wird die zweite Synchronfassung aus dem Jahr 1980 verwendet, die bei der Interopa Film GmbH entstand.
| Rolle                          | Schauspieler    | Dt. Synchronstimme (1980) |
| ------------------------------ | --------------- | ------------------------- |
| Tom Bowen                      | Fred Astaire    | Eckart Dux                |
| Ellen Bowen                    | Jane Powell     | Uta Hallant               |
| Lord John Brindale             | Peter Lawford   | Peter Kellner             |
| Anne Ashmond                   | Sarah Churchill | Regina Lemnitz            |
| Irving Klinger / Edgar Klinger | Keenan Wynn     | Joachim Kemmer            |
| James Ashmond                  | Albert Sharpe   | Heinz Theo Branding       |

## Auszeichnungen
Für dem Song Too Late Now waren 1952 Alan Jay Lerner und Burton Lane für den Oscar in der Kategorie Bester Song nominiert.

## Rezeption
Royal Wedding spielte weltweit über 3,9 Millionen US-Dollar ein, was für das Studio MGM einen Profit von 584.000 US-Dollar bedeutete. Auch bei Kritikern wurde der Film überwiegend freundlich aufgenommen. Bosley Crowther war in der New York Times verhalten freundlich: „Eine brilliante Nummer, drei oder vier Nummern die gut sind, ein Lacher hier, ein Lacher da; kolorierte Nachrichtenbilder der britischen Königshochzeit und so weiter. Mr. Astaire ist in seiner Lebzeit schon besser gefahren – aber auch sehr viel schlechter.“
Auch heutige Kritiken fallen überwiegend positiv aus, bei Rotten Tomatoes erhält der Film – basierend auf 23 Kritiken – eine positive Wertung von 91 %. Der Filmdienst bezeichnet Königliche Hochzeit als „unterhaltsamen Musikfilm mit ausgezeichneten Tanz-Einlagen“. Cinema urteilte: „Plüschiges Musical mit ein paar echten Reißernummern“. Dave Kehr sieht Königliche Hochzeit nicht als eines von Donens stärksten Werken, eine Szene alleine mache ihn aber schon sehenswert. Die Tanzszene mit Astaire an den Wänden sei „tadellos durchgeführtes Stück Kinomagie und ein außergewöhnlicher Ausdruck für Donens Liebe gegenüber dem Medium“.
Der Spielfilm Königliche Hochzeit, in dem Schauspieler Fred Astaire in einem Zimmer an Wand und Decke entlangtanzt, realisiert mit sich drehenden Kulissen, war technisches Vorbild für die Dreharbeiten zum Horrorfilm Die Fliege des Regisseurs David Cronenberg von 1986, in dem ein Wissenschaftler, der sich in eine riesige Stubenfliege verwandelt, an einer Wand und einer Decke krabbelt, was die Filmcrew von Cronenberg ebenfalls mit einem um die eigene Achse rotierenden Zimmer umsetzte.